# Troy Kennedy Martin
Troy Kennedy Martin (* 15. Februar 1932 in Rothesay, Isle of Bute, Schottland; † 15. September 2009 in Ditchling, East Sussex, England) war ein britischer Drehbuchautor.

## Leben
Kennedy Martin besuchte das Trinity College  in Dublin. Er begann seine Karriere 1958 als Drehbuchautor bei der BBC. Bereits 1961 verfasste er seine erste Fernsehserie, einen Sechsteiler namens Storyboard. Im Jahr darauf war er an der Entwicklung von Z-Cars, einer der erfolgreichsten britischen Krimiserien der 1960er Jahre beteiligt, und schrieb Drehbücher für die ersten beiden Staffeln. 1969 schrieb er das Drehbuch für seinen ersten großen Spielfilm, Charlie staubt Millionen ab mit Michael Caine in der Hauptrolle, welcher im Jahre 2003 mit Mark Wahlberg unter dem Titel The Italian Job neu verfilmt wurde. Er verfasste in der Folge die Drehbücher für die Kriegsfilme Stoßtrupp Gold mit Clint Eastwood sowie Das zweite Kommando mit Daria Halprin. Mitte der 1970er Jahre war er auch für die Fernsehserie Die Füchse tätig, die von seinem Bruder Ian Kennedy Martin geschaffen wurde.
1983 verfasste er die zwölfteilige Serie Reilly, Ace of Spies mit Sam Neill in der Hauptrolle, die mit einem BAFTA Award ausgezeichnet und für einen Emmy und einen Golden Globe nominiert war. 1985 folgte die sechsteilige Serie Am Rande der Finsternis, die mit sechs BAFTA Awards ausgezeichnet wurde. Zu den Preisträgern gehörten auch Eric Clapton und Michael Kamen für die beste Musik. Ende der 1980er Jahre wandte er sich wieder dem Kino zu und schrieb unter anderem das Drehbuch zur Arnold Schwarzenegger-Actionkomödie Red Heat. 
Kennedy Martin war geschieden und hatte zwei Kinder.

## Filmografie (Auswahl)
- 1962: Z-Cars (Fernsehserie, 6 Folgen)
- 1965: Redcap (Fernsehserie, 7 Folgen)
- 1966: Task Force Police (Softly Softly, Fernsehserie, 2 Folgen)
- 1969: Charlie staubt Millionen ab (The Italian Job)
- 1970: Stoßtrupp Gold (Kelly’s Heroes)
- 1972: Das zweite Kommando (The Jerusalem File)
- 1975: Die Füchse (The Sweeney, Fernsehserie, 6 Folgen)
- 1983: Reilly – Spion der Spione (Reilly: Ace of Spies, Fernsehserie, 12 Folgen)
- 1985: Am Rande der Finsternis (Edge of Darkness, Fernsehserie, 6 Folgen)
- 1988: Red Heat
- 1997: Hostile Waters – Ein U-Boot-Thriller (Hostile Waters)
- 1999: Bravo Two Zero – Hinter feindlichen Linien (Bravo Two Zero)
- 2003: The Italian Job – Jagd auf Millionen (The Italian Job)
- 2004: Red Dust – Die Wahrheit führt in die Freiheit (Red Dust)
- 2023: Ferrari